# Tvorilo
Tvorilo (cyr. Творило) – wieś w Czarnogórze, w gminie Danilovgrad. W 2011 roku liczyła 27 mieszkańców.